# Eleodoro Damianovich
Eleodoro Damianovich fue un médico argentino del siglo XIX que desempeñó un importante papel en la sanidad militar argentina. Participó como cirujano de la Guerra de la Triple Alianza y acompañó al General Roca en su expedición a la Patagonia asistiendo a enfermos y heridos. Tuvo destacada participación en la epidemia de fiebre amarilla que asoló Buenos Aires en 1871. Actualmente, una calle de la Ciudad de Buenos Aires lleva su nombre como homenaje a la entrega y servicios brindados a la Patria.

## Biografía
Eleodoro Damianovich nació en la ciudad de Buenos Aires el 10 de mayo de 1843, hijo del montenegrino Miguel Damianovich y de la argentina Carmen Spiro.
Miguel Damianovich, padre de Eleodoro, y su hermano Juan Deodato Jorge Damianovich, son considerados los primeros montenegrinos que llegaron a la Argentina. Juan, cuya descendencia adoptaría finalmente el nombre Jorge como apellido, llegó al país en 1818 y se estableció en Concepción del Uruguay. Su hermano Miguel llegaría diez años más tarde y también fijaría domicilio en la ciudad entrerriana.
Tras efectuar sus estudios preparatorios en el Colegio de Concepción del Uruguay, donde estudió junto a otros destacados hombres de su época bajo la rectoría del profesor Larroque, Eleodoro Damianovich regresó a Buenos Aires e ingresó a la Facultad de Medicina de la Universidad de Buenos Aires pero sus estudios se vieron pronto interrumpidos por el reinicio en 1859 de la guerra entre la Confederación Argentina y el Estado de Buenos Aires.

### Guerra del Paraguay
Tras la batalla de Pavón retomó la carrera, que pronto se vería nuevamente interrumpida.
Al estallar en 1865 la Guerra de la Triple Alianza el Ejército Argentino carecía de personal médico suficiente por lo que un grupo de estudiantes se alistaron como voluntarios en el Cuerpo de Sanidad y marcharon al frente.
Entre ellos se encontraba Damianovich, quien cursaba 2° año de la carrera. que nutrieron y constituyeron el grueso de la Sanidad Militar Argentina al comienzo del conflicto.
Damianovich fue asignado el 11 de mayo de 1865 como practicante mayor al cuerpo de sanidad que a cargo del doctor Joaquín Díaz de Bedoya prestaba servicios en el I Cuerpo de Ejército comandado por el general Wenceslao Paunero.
Alrededor del mes de septiembre de 1866 pasó a Buenos Aires por haber contraído una grave disentería, pero al poco tiempo regresó al campo de batalla donde el 31 de enero de 1867 fue ascendido a cirujano de cuerpo.
A mediados de ese año Damianovich regresó a Buenos Aires de licencia médica, pero apenas restablecido en el mes de julio regresó al frente. El 23 de abril de 1869 fue promovido a cirujano de ejército.
Durante el conflicto Damianovich sirvió tanto en los Hopitales fijos de Concordia, Bella Vista, Corrientes y Asunción del Paraguay como en el campo de batalla.
Desde Yatay, ya el 21 de julio de 1866 el teniente general Emilio Mitre hacía mención a su comportamiento «En todas las funciones de guerra que hemos tenido durante esta campaña, nuestro cuerpo médico se ha hecho notable por sus servicios; pero séame permitido decir que en la batalla del Boquerón se ha mostrado superior a todo encomio, muy especialmente el Cirujano Principal Joaquín de Bedoya, quien, después de poco de comenzar el combate hasta su terminación, ha estado constantemente curando nuestros heridos y sacando personalmente a los que caían en el campo de batalla, acompañados por los Cirujanos del Ejército Damianovich y Gallegos».
Así, «durante los cinco años que duró la campaña -dice el Álbum de la Guerra del Paraguay- estuvo siempre en el Ejército de operaciones, desempeñando los deberes de su cargo y excediéndolos algunas veces, como cuando se halló a cargo de la asistencia médica en los hospitales de Humaitá y Trinidad, acompañando varias expediciones de las muchas que provocaba la guerra de movimientos, emprendida por Solano López después de la pérdida de Humaitá. Entre ellas se cuenta la que hizo de Caraguatay a Loma de Capivara en que sufrieron miserias y penurias sin desamparar el servicio un solo día y batiéndose cuando llegaba el caso, como en Arroyo Hondo, entre las fuerzas del hoy general Ayala, que llegaron a entreverarse con los paraguayos».
José Ignacio Garmendia en su obra Recuerdos de la Guerra del Paraguay, Campaña de Humaitá recuerda que «Biedma, Bedoya y otros distinguidos médicos como Castillo, Gallegos, Golfarini, Damianovich, Mendía, Soler, Granados, Fuster, como otros que después de combatir como soldados, trataban de arrancar a la muerte vidas preciosas, y cuando todos dormían el cansancio de la batalla, ellos velaban el sueño de sus enemigos sufrientes y consolaban su aflicción derramando la piedad de sus almas generosas en esa hora tan triste. ¡Nuestros compatriotas! Estoicos del sufrimiento e impasibles ante el dolor demostraron ¡Qué hombres tan bravos eran!»
Damianovich fue el último integrante del Cuerpo de Sanidad Militar argentino que regresó de la guerra.
Regresaba a Buenos Aires a bordo del vapor Buenos Aires acompañando a los 750 hombres de los batallones 2.º y 3.º Entre Ríos de la Guardia Nacional al mando del coronel Francisco Elía que habían participado de la represión de la rebelión Jordanista, cuando el 25 de enero de 1870 estalló a bordo un incendio de proporciones.
Buena parte de los tripulantes y pasajeros presas del pánico se arrojaron al agua llevándose los botes y abandonándolos ya a salvo en tierra firme. Damianovich permaneció a bordo y supo trasmitir calma a la tropa remanente hasta que ya embicado el barco en la isla del Vizcaíno, se arrojó al agua, recuperó un bote abandonado y regresando al buque procedió al traslado de los náufragos.
Una vez en tierra, en reconocimiento a su arrojo el comandante Elía comisionó a Damianovich para que escribiera y condujera el parte del suceso al Ministro de Guerra general Martín de Gainza.

### Carrera posterior
El 15 de marzo de 1870 fue destinado como cirujano al Hospital Militar de Buenos Aires, con nombramiento retroactividad al día 15 de febrero. En ese puesto lo halló la epidemia de fiebre amarilla que asoló la ciudad de Buenos Aires en 1871. Al caer víctima de la enfermedad el doctor Caupolicán Molina, Damianovich quedó al frente del Hospital y por los servicios prestados a la población mereció la medalla de oro acordada por la Municipalidad.
En el otoño de 1872 fue enviado a la línea de frontera de la provincia de Buenos Aires ante un virulento brote de gripe que afectaba a las tropas del Regimiento N° 9 de Caballería (coronel Enrique Spika) destacadas en vanguardia en la línea de Pillahuincó a Sauce Corto.
Finalmente pudo doctorarse en el mes de noviembre de 1872 con la tesis Estudios sobre algunos accidentes de los heridos observados en la campaña del Paraguay, apadrinada por el doctor Santiago Larrosa y aprobada por el prestigioso profesor de Nosografía Quirúrgica doctor Teodoro Álvarez, parte de la cual fue publicada en el Álbum de la Guerra del Paraguay.
Durante la campaña contra los implicados en la revolución de 1874 Damianovich sirvió en el Hospital Militar.
Al estallar la revolución de 1880 permaneció nuevamente leal al gobierno nacional. Fue el responsable de organizar el cuerpo de Sanidad, estableciendo hospitales de sangre en Chacarita, Belgrano, Flores, Luján, Convalecencia y Lomas de Zamora, lo que le valió el ascenso a Cirujano Mayor en diciembre de 1880.
En 1883 fue destinado al ejército en operaciones en el Río Negro para inspeccionar el servicio de sanidad de las fronteras y la situación de los cuerpos sanitarios adscriptos a la 2.ª División de Ejército a las órdenes del general Conrado Villegas en la campaña sobre la Cordillera de los Andes. 
Marchando con su escolta rumbo al campamento de Villegas ante la aproximación de un contingente de indios los soldados pretendieron huir. Damianovich se negó a hacerlo y señalando a su escolta que los salvajes estaban mejor montados por lo que serían alcanzados y muertos los convenció de atrincherarse detrás de las carretas, lo que les permitió rechazar el ataque.
Durante la misión Damianovich recorrió 1350 leguas (500 a caballo) revisando hospitales, ambulancias y botiquines de campaña, experiencia que le permitió a su regreso proponer en su informe diversas medidas para el mejoramiento del servicio sanitario del ejército.
Bajo su dirección se inauguró entre las calles Caseros, Pasco, Armonía y Pozos el nuevo y moderno Hospital Militar, que fuera el mejor del país en su época.
Fue autor de la Ley orgánica del Cuerpo de Sanidad Militar que se sancionó en 1888 y el 18 de octubre de ese mismo año fue promovido al rango de general de brigada.
Recién en el año 1891 se estableció la Inspección Militar de Sanidad con la atribución de coordinar y organizar ese servicio para todo el Ejército y en enero de 1892 se aprobó el Reglamento Orgánico para el Cuerpo de Sanidad Militar. Previsiblemente Damianovich fue nombrado como el primer director de Sanidad, ocupando simultáneamente el cargo de inspector general de Sanidad.
Como inspector general de Sanidad fue también miembro de la Junta de Excepciones de la Guardia Nacional.
El 19 de enero de 1897 fue reemplazado en la Inspección General por el cirujano mayor doctor Alberto Costa y pasó a revistar en la Lista de Oficiales Generales, donde permaneció hasta el 10 de mayo de 1905 en que pasó a retiro militar tras 48 años de servicio.
Permaneció sin embargo profesionalmente activo y fue designado presidente de la Sección Sanidad Militar del Congreso Internacional de Medicina de 1910. Ante la conferencia presentó un trabajo de su autoría titulado «Algunos datos sobre la organización del cuerpo de Sanidad en la campaña del Paraguay, en las guerras civiles y la frontera desde 1865 a 1895».
Publicó otros trabajos de su especialidad. En el Boletín de Sanidad Militar publicó Informe sobre petición de la Cruz Roja (1892), Informe sobre el proyecto de creación de una escuela de Sanidad Militar (1893), Asistencia de militares en los hospitales y hospicios civiles de la República (1893) y Aptitud física del soldado (1894).
En la Semana Médica La tuberculosis en el soldado argentino (1894). 
Publicó un folleto titulado El servicio de enfermeros y camilleros del Cuerpo de Sanidad del Ejército (1893), el ensayo Inauguración de los cursos y enseñanza a los estudiantes de medicina de la Guardia Nacional (1895) y en conjunto con el doctor R.Payró un Proyecto de procedimiento para declarar la aptitud o la inaptitud para el servicio de las armas (1895).
El hall central del Hospital Militar Central de la calle Luis María Campos lleva el nombre de Eleodoro Damianovich al igual que el Hospital Regional Córdoba, ubicado en la capital provincial.
Falleció en su ciudad natal el 17 de noviembre de 1925.
Había casado el 25 de enero de 1873 en Buenos Aires con la porteña Josefa Cuyás (1853-1933), hija del español Jaime Cuyás y de la argentina Josefa Medina.
Fue condecorado por la campaña del Paraguay y la del Río Negro. Se negó sin embargo a recibir el escudo de Curupaytí que se le había otorgado, ya que no había asistido al combate por encontrarse en Buenos Aires de licencia médica.
Damianovich perteneció a la masonería iniciándose en la Logia Constancia N.º 7 el 22 de agosto de 1871, de la que fue su Venerable Maestro hasta 1882.
Por Decreto 24606 del año 1960 se dio su nombre a un pasaje de la ciudad de Buenos Aires que corre de este a oeste entre el número 6600 al 6699, a la altura de Provincias Unidas 200 Bis.
El 16 de junio de 1952 por resolución N.º 2387 (Boletín Público Militar de Ejército - BRME) se dio el nombre de "Cirujano Mayor Dr Eleodoro Damianovich" al Hospital Militar Regional Córdoba. Tras modificarse a "Hospital de Evacuación 141 - Hospital Militar Córdoba" (1966) y "Hospital Militar Córdoba" (1999) por Resolución del año 2005 volvió a denominarse "Hospital Militar Regional Córdoba Cirujano Mayor Dr. Eleodoro Damianovich".

## Concepto de sus contemporáneos
El doctor Pacífico Díaz afirmaba que «Era un hombre de gran corazón e ideas claras y bien definidas. Fue al propio tiempo mi jefe, mi maestro y mi amigo. Enfrentó airosamente todas las penurias y peligros de la larga y cruenta Guerra del Paraguay donde tomó medidas profilácticas y curativas que salvaron muchas vidas. Sus informes médicos a la superioridad revelan un conocimiento científico y sagacidad clínica admirables».
El general Joaquín Viejobueno reconocía el 3 de octubre de 1894 que «durante la época que desempeñó el puesto en que estuvo dependiendo de mi autoridad, el Cirujano Mayor Dr. Eleodoro Damianovich, fue exacto en el cumplimiento de sus deberes, mereciendo la consideración a que se hizo acreedor por su consagración, conducta y competencia».
El 4 de diciembre de 1894 el teniente general Donato Álvarez informaba al Jefe de Estado Mayor que «El señor Director del cuerpo de Sanidad Militar Dr. D Eleodoro Damianovich ha servido en ese destino mientras fui yo jefe de Estado Mayor, con inteligencia, con patriotismo y honradez, cuya conducta mereció la aprobación del Superior Gobierno y del Ejército muy particularmente en la revolución de 1890 donde se distinguió por su actividad y esmerados cuidados con los heridos del Ejército».
Por su parte, el teniente general Nicolás Levalle el 15 de diciembre de ese año lo recomendaba a sus superiores afirmando que «Los servicios prestados por el hoy jefe de la Sanidad del Ejército Dr. D Eleodoro Damianovich, lo han sido con el mayor celo y competencia tanto al frente del hospital militar, cuanto en la asistencia personal a los heridos, habiendo merecido por su conducta y desvelo en el cumplimiento de su deber, ser recomendado más de una vez».